# Hyphodiscus ucrainicus
Hyphodiscus ucrainicus is een korstmosparasiet die behoort tot de familie Hyaloscyphaceae. Hij komt voor op Cladonia-soorten.

## Kenmerken
Hyphodiscus ucrainicus, heeft apothecia die verspreid zijn over het thallus. Deze apothecia zijn geleiachtig bij vochtigomstandigheden, schijfvormig en kort gesteeld (bijna zittend wanneer volgoeid). Ze variëren in diameter van 60 tot 140 μm, sommige tot 250 μm. Het hymenium, excipulum en hypothecium zijn hyaliene. De asci zijn subcilindrisch, 8-sporig en hebben een afgeronde top met een licht verdikte wand. Parafysen zijn spaarzaam en filiform. Ascosporen zijn langwerpig-elliptisch en hyaliene.

## Verspreiding
In Nederland komt het zeer zeldzaam voor.